# Ferchar Ier de Dalriada
Ferchar mac Connaid roi des Scots de Dál Riata de 637 à 650 (?).

## Règne
Ferchar est le fils de Connad Cear auquel le Duan Albanach accorde un règne de 16 ans.
Il semble en fait avoir été élu roi de Dalriada après la défaite de Domnall Brecc à la bataille de Magh Rath en Ulster en 637. Les deux souverains régnèrent conjointement, Ferchar peut être sur la partie irlandaise du royaume et sur les îles. Il resta seul souverain après la défaite finale et la mort de Domnal Brecc en 642. Les Annales Irlandaises enregistrent ensuite :
- 649 une guerre entre les descendants d'Aedan et d'un Garthnaidh mac Accidan qui était peut être un Picte[4] ;
- 650 la mort de Cathusasch mac Domnal Brecc tué dans un combat en Irlande[5].

La mort de Ferchar mac Connaid n'est relevée dans les Annales d'Ulster en 694 ce qui semble être lié à une erreur de copiste car cette date est trop tardive par rapport à la disparition de ses successeurs.